# Consejo Mundial de Boxeo
El Consejo Mundial de Boxeo (WBC) es una organización internacional de boxeo profesional fundada en 1963, con su sede central en la Ciudad de México. Es una de las cuatro principales organizaciones que sancionan los combates de boxeo profesional, junto con la Asociación Mundial de Boxeo (AMB), la Federación Internacional de Boxeo (FIB) y la Organización Mundial de Boxeo (OMB).
Muchos combates históricamente de alto perfil han sido sancionados por la organización con varios luchadores notables que han sido reconocidos como campeones mundiales del WBC. Las cuatro organizaciones reconocen la legitimidad de cada una y cada una tiene historias entrelazadas que se remontan a varias décadas.
El Consejo Mundial de Boxeo sanciona los campeonatos mundiales de boxeo, y es una de las cuatro mayores organizaciones reconocidas por el Salón Internacional de la Fama del Boxeo, junto con la Asociación Mundial de Boxeo, la Federación Internacional de Boxeo y la Organización Mundial de Boxeo.

## Historia
El Consejo Mundial de Boxeo (WBC o CMB) es una organización sancionadora de boxeo profesional. Fue inicialmente creado por 11 países: Estados Unidos, Argentina, Inglaterra, Francia, México, Filipinas, Panamá, Chile, Perú, Venezuela y Brasil (Puerto Rico se unió en la Ciudad de México el 14 de febrero de 1963, invitado por el entonces Presidente de México, Adolfo López Mateos), para crear una organización que lograra unificar todas las comisiones del mundo para controlar la expansión del boxeo.
Los grupos que históricamente eran reconocidos por la mayoría de los boxeadores en su momento eran: la New York State Athletic Commission, la National Boxing Association, la Unión Europea de Boxeo y la British Boxing Board of Control. Pero estos grupos, al contrario de lo que se creía, no podían abarcar todo el territorio “internacional”.
Hoy cuenta con 161 países miembros. El actual presidente del WBC es Mauricio Sulaimán. Los expresidentes incluyen a Luis Spota y Ramón G. Velázquez de México, Justiniano N. Montano Jr. de Filipinas y José Sulaimán de México desde 1975 hasta su muerte en 2014.

### Campeonato
El cinturón de campeonato verde del WBC muestra las banderas de los 161 países miembros de la organización. Todos los cinturones de título mundial del WBC se ven idénticos independientemente de la categoría de peso; sin embargo, existen variaciones menores en el diseño de títulos secundarios y de temática regional dentro de la misma categoría de peso.
El WBC tiene nueve órganos de gobierno regionales afiliados a él, como la Federación Norteamericana de Boxeo (NABF), la Federación de Boxeo Oriental y del Pacífico (OPBF), la EBU y el Consejo Africano de Boxeo (ABC).
Aunque rivales, la relación del CMB con otros órganos sancionadores ha mejorado con el tiempo e incluso se ha hablado de unificación con la AMB. Los combates de unificación entre los campeones del CMB y de otras organizaciones se están volviendo más comunes en los últimos años. A lo largo de su historia, el WBC ha permitido que algunos de los campeones de su organización peleen peleas de unificación con campeones de otras organizaciones, aunque hubo momentos en que intervino para evitar tales peleas. Durante muchos años, también impidió que sus campeones tuvieran el cinturón de la OMB. Cuando un campeón reconocido por la OMB deseaba pelear por un campeonato del CMB, primero tenía que abandonar su título de la OMB, sin ninguna consideración especial. Esto, sin embargo, ya no es el caso.
En 1983, luego de la muerte de Kim Duk-koo por las lesiones sufridas en una pelea de 14 asaltos contra Ray Mancini, el WBC tomó la medida sin precedentes de reducir la distancia de sus peleas de campeonato mundial, de 15 asaltos a 12, un movimiento que otras organizaciones pronto siguió (para la seguridad de los boxeadores).
Entre los que han sido reconocidos por el CMB como campeones mundiales se encuentran el invicto e indiscutido campeón Terence Crawford, Errol Spence Jr., Joe Calzaghe, Floyd Mayweather Jr., Roy Jones Jr., Wilfred Benítez, Wilfredo Gómez, Julio César Chávez, Muhammad Ali, Joe Frazier, Larry Holmes, Sugar Ray Leonard, Thomas Hearns, Mike Tyson, Salvador Sánchez, Héctor Camacho, Marvin Hagler, Carlos Monzón, Rodrigo Valdez, Roberto Durán, Juan Laporte, Félix Trinidad, Edwin Rosario, Bernard Hopkins, Alexis Argüello , Nigel Benn, Lennox Lewis, Vitali Klitschko, Érik Morales, Miguel Cotto, Manny Pacquiao, Canelo Álvarez, Tony Bellew, Mairis Briedis y Grigory Drozd.
A su discreción, el WBC puede designar y reconocer, con una mayoría de dos tercios de votos de su Junta de Gobernadores, uno o más campeones mundiales eméritos en cada categoría de peso. Tal reconocimiento es de por vida y solo se otorga a los campeones mundiales actuales o pasados del CMB. Los siguientes boxeadores se han ganado el apelativo de "Campeonato Emérito" a lo largo de sus carreras: Lennox Lewis, Vitali Klitschko, Roy Jones Jr., Bernard Hopkins (Campeón Honorario), Mikkel Kessler, Sergio Martínez, Floyd Mayweather Jr., Kostya Tszyu, Manny Pacquiao, Danny García, Érik Morales, Toshiaki Nishioka, Vic Darchinyan, Édgar Sosa y Tony Bellew. Durante la 51.ª Convención del WBC en Bangkok, Tailandia, Floyd Mayweather Jr. fue nombrado "Campeón Supremo", una designación que nadie antes que él había logrado.
El WBC reforzó la legitimidad del boxeo femenino al reconocer a luchadoras como Christy Martin y Lucia Rijker como aspirantes a títulos mundiales femeninos en 16 divisiones de peso. La primera Campeona Mundial Femenina del WBC (el 30 de mayo de 2005) fue la súper gallo Jackie Nava de México. Con su padre ex campeón en primera fila, Laila Ali ganó el título de peso supermediano el 11 de junio de 2005.

### Campeonatos Silver
En 2010, el CMB creó un "Campeonato de plata", destinado a reemplazar los títulos interinos.Justin Savi fue el primer boxeador en ganar un título de plata después de derrotar a Cyril Thomas el 16 de abril de 2010. A diferencia de su predecesor interino, un boxeador que posee el título de plata no puede heredar automáticamente un título mundial completo que dejó vacante el campeón. El WBC sigue reconociendo a los campeones interinos y de plata, así como a los campeones de plata interinos. Un año después, el WBC introdujo versiones Silver en sus títulos internacionales. A partir de 2020, hay títulos de plata del título mundial femenino, título mundial juvenil, título USNBC, título latino y también título FECARBOX.

### Campeonatos Diamante
En septiembre de 2009, el CMB creó su nuevo cinturón "Campeonato Diamante". Este cinturón fue creado como un campeonato honorífico exclusivamente para premiar al ganador de una pelea histórica entre dos boxeadores de alto perfil y élite.El cinturón Diamante inaugural fue otorgado el 14 de noviembre de 2009 a Manny Pacquiao, quien ganó su séptimo título mundial (en siete divisiones diferentes) por nocaut técnico (TKO) en el duodécimo asalto sobre Miguel Cotto en peso wélter en Las Vegas, Nevada, Estados Unidos. Otros poseedores de este título han sido Mairis Briedis (peso crucero), Bernard Hopkins (peso semipesado), Callum Smith (peso súper mediano), Sergio Martínez y Canelo Álvarez (peso mediano), Floyd Mayweather Jr. (peso súper wélter), Errol Spence Jr. ( peso wélter), Regis Prograis y Josh Taylor (peso superligero), Nonito Donaire (peso supergallo y peso gallo), Léo Santa Cruz (peso pluma), Jean Pascal y Sergey Kovalev (peso semipesado), Mikey García (peso wélter y superligero), Jorge Linares (peso ligero), Alexander Povetkin (peso pesado) y Román González (peso supermosca). Las campeonas Diamante femeninas han incluido a Claressa Shields (peso mediano), Amanda Serrano (peso súper gallo), Ana María Torres (peso gallo), Raja Amasheh (peso súper mosca), Ava Knight y Jessica Chávez (peso mosca). Aunque se puede defender este título, no es un requisito obligatorio. El título también puede quedar vacante en caso de ausencia prolongada o retirada del boxeador.

### Campeonatos Franquicia
En 2019, el Campeonato de Franquicia del WBC se introdujo como un título honorífico otorgado a los campeones dominantes que han representado al WBC y es una designación especial y un estado que el WBC puede honrar a un Campeón Mundial del WBC actual, que también es un boxeador de élite y que sigue siendo uno de los mejores en el deporte. Los boxeadores a los que se les ha otorgado el título honorífico, deben dejar vacante su título mundial del CMB en esa división, ya que el título honorífico es transferible. Los boxeadores que han sido nombrados campeones de franquicia del WBC incluyen: Canelo Álvarez (peso mediano; 2019-2020), Vasiliy Lomachenko (peso ligero; 2019-2020), Teófimo López (peso ligero; 2020-2021), Juan Francisco Estrada (peso súper mosca; desde 2021) y George Kambosos Jr. (peso ligero; desde 2021).

### Campeón Eterno
El Campeonato Eterno del WBC es un título honorífico otorgado a los campeones dominantes que nunca han perdido un título mundial y se retiraron invictos mientras tenían un número sólido de defensas exitosas del título. Jiselle Salandy recibió el título Eterno cuando defendió el título de peso súper wélter femenino del CMB cinco veces antes de su muerte el 4 de enero de 2009. El 12 de diciembre de 2016, Vitali Klitschko fue reconocido como "Campeón Eterno", ya que tuvo 10 defensas exitosas del título de peso pesado del CMB durante su carrera antes de su retiro en 2013 y tampoco fue derribado en toda su carrera.

## Campeones actuales

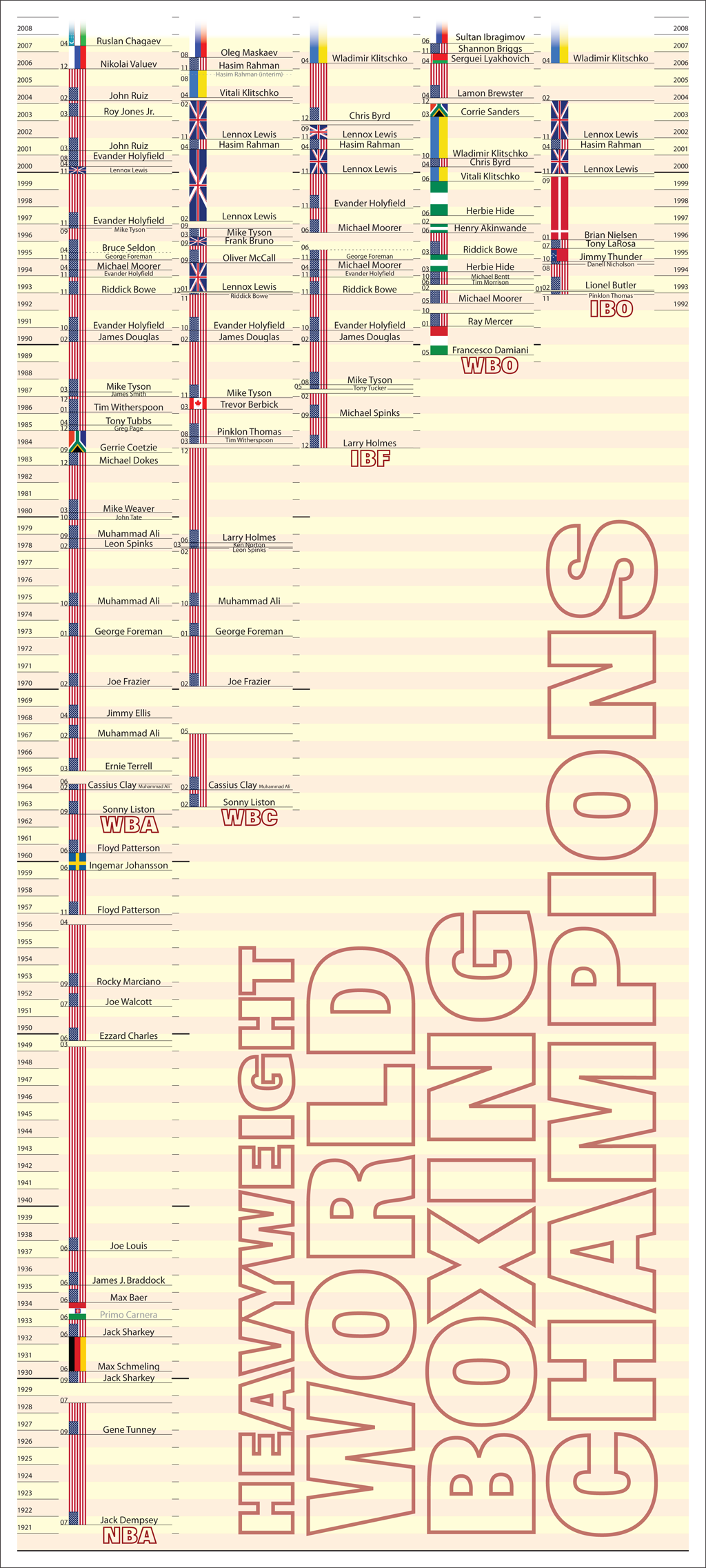
Campeones desde 1920, de los pesos pesados, para las cinco organizaciones más importantes.

### Mundial Masculino
| Peso         | Campeón                         | Fecha de obtención       |
| ------------ | ------------------------------- | ------------------------ |
| Paja         | Melvin Jerusalem                | 31 de marzo de 2024      |
| Minimosca    | Panya Pradabsri                 | 26 de diciembre de 2024  |
| Mosca        | Kenshiro Tejari                 | 13 de octubre de 2024    |
| Mosca        | Galal Yafai                     | 30 de noviembre de 2024  |
| Supermosca   | / Jesse Rodriguez               | 3 de diciembre de 2022   |
| Gallo        | Junto Nakatani                  | 24 de febrero de 2024    |
| Supergallo   | Naoya Inoue                     | 7 de junio de 2022       |
| Pluma        | Stephen Fulton                  | 1 de febrero de 2025     |
| Superpluma   | O'Shaquie Foster                | 11 de febrero de 2023    |
| Ligero       | Shakur Stevenson                | 16 de noviembre de 2023  |
| Ligero       | William Zepeda (interino)       | 16 de enero de 2024      |
| Superligero  | Alberto Puello                  | 14 de junio de 2024      |
| Wélter       | Mario Barrios                   | 30 de septiembre de 2023 |
| Superwélter  | Sebastian Fundora               | 30 de marzo de 2024      |
| Superwélter  | Vergil Ortiz Jr. (interino)     | 10 de agosto de 2024     |
| Mediano      | Carlos Adames                   | 8 de octubre de 2022     |
| Supermediano | Saúl Álvarez                    | 19 de diciembre de 2020  |
| Mediopesado  | David Benavidez                 | 15 de junio de 2024      |
| Crucero      | Badou Jack                      | 11 de diciembre de 2024  |
| Bridger      | Kevin Lerena                    | 8 de octubre de 2024     |
| Bridger      | Krzysztof Włodarczyk (interino) | 25 de mayo de 2025       |
| Pesado       | Oleksandr Usyk                  | 18 de mayo de 2024       |
| Pesado       | Agit Kabayel (interino)         | 22 de febrero de 2025    |

- Actualizado el 20/06/2025

### Diamante Masculino
| Peso         | Campeón        | Fecha de obtención |
| ------------ | -------------- | ------------------ |
| Paja         | Vacante        |                    |
| Minimosca    | Vacante        |                    |
| Mosca        | Vacante        |                    |
| Supermosca   | Román González | 5 de marzo de 2022 |
| Gallo        | Vacante        |                    |
| Supergallo   | Vacante        |                    |
| Pluma        | Vacante        |                    |
| Superpluma   | Vacante        |                    |
| Ligero       | Vacante        |                    |
| Superligero  | Vacante        |                    |
| Wélter       | Vacante        |                    |
| Superwélter  | Vacante        |                    |
| Mediano      | Vacante        |                    |
| Supermediano | Vacante        |                    |
| Mediopesado  | Vacante        |                    |
| Crucero      | Vacante        |                    |
| Pesado       | vacante        |                    |

- Actualizado el 17/04/2022

### Franquicia Masculino
| Peso         | Campeón                | Fecha de obtención      |
| ------------ | ---------------------- | ----------------------- |
| Paja         | Vacante                |                         |
| Minimosca    | Vacante                |                         |
| Mosca        | Vacante                |                         |
| Supermosca   | Juan Francisco Estrada | 26 de marzo de 2021     |
| Gallo        | Vacante                |                         |
| Supergallo   | Vacante                |                         |
| Pluma        | Vacante                |                         |
| Superpluma   | Vacante                |                         |
| Ligero       | George Kambosos Jr.    | 27 de noviembre de 2021 |
| Superligero  | Vacante                |                         |
| Wélter       | Vacante                |                         |
| Superwélter  | Vacante                |                         |
| Mediano      | Saúl Álvarez           | 27 de junio de 2019     |
| Supermediano | Vacante                |                         |
| Mediopesado  | Vacante                |                         |
| Crucero      | Vacante                |                         |
| Pesado       | Vacante                |                         |

- Actualizado el 17/04/2022

### Silver Masculino
| Peso         | Campeón             | Fecha de obtención      |
| ------------ | ------------------- | ----------------------- |
| Paja         | Siyakholwa Kuse     |                         |
| Minimosca    | Carlos Canizales    |                         |
| Mosca        | Yankiel Rivera      |                         |
| Supermosca   | Vacante             |                         |
| Gallo        | Andrew Cain         |                         |
| Supergallo   | Alan Picasso        |                         |
| Pluma        | Nathaniel Collins   |                         |
| Superpluma   | Michael Magnesi     |                         |
| Ligero       | Maxi Hughes         |                         |
| Superligero  | Vacante             |                         |
| Wélter       | Souleymane Cissokho |                         |
| Superwélter  | Bakary Samake       |                         |
| Mediano      | Vacante             |                         |
| Supermediano | Vacante             |                         |
| Mediopesado  | Vacante             |                         |
| Crucero      | Yamil Peralta       |                         |
| Bridger      | Serhiy Radchenko    |                         |
| Pesado       | Lawrence Okolie     | 24 de diciembre de 2024 |

- Actualizado el 20/06/2025

### Mundial Femenino
| Peso         | Campeona                     | Fecha de obtención       |
| ------------ | ---------------------------- | ------------------------ |
| Átomo        | Christina Rupprecht          | 13 de enero de 2024      |
| Paja         | Yokasta Valle                | 1 de noviembre de 2024   |
| Minimosca    | Lourdes Juárez               | 29 de noviembre de 2024  |
| Mosca        | Gabriela Fundora             | 2 de noviembre de 2024   |
| Supermosca   | Asley “La Chiquita” González | 25 de marzo de 2023      |
| Gallo        | Dina Thorslund               | 25 de mayo de 2024       |
| Supergallo   | Yamileth Mercado             | 29 de junio de 2024      |
| Pluma        | Tiara Brown                  | 22 de marzo de 2025      |
| Superpluma   | Alycia Baumgardner           | 27 de septiembre de 2024 |
| Ligero       | Caroline Dubois              | 3 de agosto de 2024      |
| Superligero  | Katie Taylor                 | 25 de noviembre del 2023 |
| Wélter       | Lauren Price                 | 7 de marzo del 2025      |
| Superwélter  | Emma Kozin                   | 18 de noviembre de 2023  |
| Mediano      | Vacante                      |                          |
| Supermediano | Franchon Crews Dezurn        | 15 de diciembre de 2023  |
| Pesado       | Claressa Shields             | 27 de julio de 2024      |

- Actualizado el 15/06/2024

### Diamante Femenino
| Peso         | Campeona                     | Fecha de obtención    |
| ------------ | ---------------------------- | --------------------- |
| Átomo        | Vacante                      |                       |
| Paja         | Vacante                      |                       |
| Minimosca    | Vacante                      |                       |
| Mosca        | Vacante                      |                       |
| Supermosca   | Asley "La Chiquita" González | 25 de marzo de 2023   |
| Gallo        | Vacante                      |                       |
| Supergallo   | Jackie Nava                  | 30 de octubre de 2021 |
| Pluma        | Vacante                      |                       |
| Superpluma   | Vacante                      |                       |
| Ligero       | Vacante                      |                       |
| Superligero  | Vacante                      |                       |
| Wélter       | Vacante                      |                       |
| Superwélter  | Vacante                      |                       |
| Mediano      | Vacante                      |                       |
| Supermediano | Vacante                      |                       |
| Pesado       | Vacante                      |                       |

- Actualizado el 11/02/2022

## Presidentes
|    | Nombre                     | Nacionalidad | Periodo       |
| -- | -------------------------- | ------------ | ------------- |
| 1. | Luis Spota                 | México       | 1963-1968     |
| 2. | Justiniano Montano, Jr.    | Filipinas    | 1968-1971     |
| 3. | Ramón G. Velázquez         | México       | 1971-1975     |
| 4. | José Sulaimán Chagnón      | México       | 1975-2014     |
| 5. | Mauricio Sulaimán Saldívar | México       | 2014–presente |

## Federaciones Continentales Miembros del CMB
- ABCO - Consejo Asiático de Boxeo
- ABU - Unión Africana de Boxeo
- BBBofC - Junta de Control de Boxeo Británico
- CISBB – Oficina de la CEI y el Boxeo Esloveno
- EBU - Unión Europea de Boxeo
- FECARBOX - Federación Centroamericana de Boxeo
- FECONSUR - Federación Continente Sur
- NABF - Federación Norteamericana de Boxeo
- OPBF – Federación de Boxeo de Oriente y Pacífico
- WBC Ukraine - Consejo Mundial de Boxeo Ucrania